# 자동차 에어컨
자동차 에어컨(Automotive air conditioning) 시스템은 에어컨을 사용하여 차량의 공기를 냉각시킨다.

## 역사
미국 뉴욕의 한 회사는 1933년에 처음으로 자동차에 에어컨 설치를 제안했다. 대부분의 고객은 리무진과 고급 자동차를 운전했다.
1935년 10월 7일, 뉴욕주 버팔로에 있는 후드엔지니어링(Houde Engineering)의 랄프 페오(Ralph Peo)가 "자동차용 공기 냉각 장치"에 대한 특허를 신청했다. 미국 특허 2,099,227은 1937년 11월 16일에 부여되었다.
1939년에 패커드는 1940년형 자동차에 에어컨 장치 옵션을 제공한 최초의 자동차 제조업체가 되었다. 이 부피가 큰 장치는 오하이오주 클리블랜드의 B&B(Bishop and Babcock)에서 제조되었으며 약 2,000대의 차량에 주문되었다. "Bishop and Babcock Weather Conditioner"에도 히터가 포함되어 있다. 이 옵션으로 주문한 자동차는 패커드의 이스트 그랜드 블러버드(East Grand Boulevard) 시설에서 설치가 수행된 B&B 공장으로 배송되었다. 완성된 차량은 고객에게 배송하기 위해 지역 딜러에게 배송되었다.
패커드는 이러한 전환을 보증하고 지원했다. 그러나 다음과 같은 이유로 상업적으로 성공하지 못했다.
1. 주 증발기와 송풍기 시스템이 트렁크 공간의 절반을 차지했다(전후 트렁크가 커지면서 문제가 덜해졌음에도 불구).
2. 전후에는 보다 효율적인 시스템으로 대체되었다.
3. 송풍기를 끄는 것 외에는 온도 조절 장치나 차단 장치가 없었다. (구동 벨트가 압축기에 지속적으로 연결되어 있기 때문에 어떤 움직임에도 차가운 공기가 차량에 유입되는 경우가 있었다. 나중에 시스템에서는 이를 방지하기 위해 전기로 작동되는 클러치를 사용하게 되었다.)
4. 엔진룸과 트렁크 사이를 오가는 몇 피트 길이의 배관은 서비스를 신뢰할 수 없는 것으로 나타났다.
5. 274달러(2022년 기준 미화 5,764달러)의 가격은 우울증/전쟁 전 미국의 대부분의 사람들에게 감당할 수 없는 가격이었다.

이 옵션은 1941년 이후 중단되었다.